# Keedysville
Keedysville es un pueblo ubicado en el condado de Washington en el estado estadounidense de Maryland. En el Censo de 2010 tenía una población de 1.152 habitantes y una densidad poblacional de 485,58 personas por km².

## Geografía
Keedysville se encuentra ubicado en las coordenadas 39°29′11″N 77°41′56″O / 39.48639, -77.69889. Según la Oficina del Censo de los Estados Unidos, Keedysville tiene una superficie total de 2.37 km², de la cual 2.37 km² corresponden a tierra firme y (0%) 0 km² es agua.

## Demografía
Según el censo de 2010, había 1.152 personas residiendo en Keedysville. La densidad de población era de 485,58 hab./km². De los 1.152 habitantes, Keedysville estaba compuesto por el 94.53% blancos, el 3.47% eran afroamericanos, el 0% eran amerindios, el 0.17% eran asiáticos, el 0% eran isleños del Pacífico, el 0.78% eran de otras razas y el 1.04% pertenecían a dos o más razas. Del total de la población el 2.86% eran hispanos o latinos de cualquier raza.